# 제3의 성
제3의 성은 남성, 여성 중 어디에도 해당하지 않는 세 번째의 젠더를 뜻한다. 개인이 제3의 성으로 정체화하는 것은 스스로의 정체성에 의한 것일 수도 있으며, 사회적 구분에 의한 것일 수도 있다. 일부 사회와 문화에서는 세 개 이상의 젠더 구분이 있다고 인식하기도 한다. 제3의 성이라는 표현은 반드시 세 번째라는 의미가 아니라 젠더 이분법에 포함되지 않는다는 의미로 받아들여진다. 어떤 인류학자와 사회학자들은 제4, 제5의 성 및 "여러 개의" 성의 구분을 기술한 바 있다.
어떤 개인의 염색체 및 해부학적 성이 남성인지, 여성인지 혹은 간성인지는 생물학적으로 결정된다. 그러나, 개인이 스스로를 남성, 여성 혹은 다른 성별로 정체화하거나 사회가 그에게 성별을 부여하는 것은 생물학적 요소뿐 아니라 그가 살아가는 문화의 성정체성 및 성역할 개념에 의해서 결정된다. 모든 문화에서 성역할이 엄격히 구분되는 것은 아니다.
서로 다른 문화에서 제3, 제4의 성은 매우 다른 것을 가리킨다. 하와이인과 타히티인들에게 있어 마후는 남성과 여성 사이의 상태, 혹은 "중간에 있는 젠더를 가진 사람"이다. 미국 남부의 전통적인 나바호 민족은 네 개의 젠더로 이루어진 스펙트럼이 있다고 인식한다. 이 스펙트럼은 여성적 여성, 남성적 여성, 여성적 남성, 남성적 남성으로 이루어져 있다. "제3의 성"이라는 용어는 인도에서 법적 성별로서 지위를 인정받는 히즈라들, 폴리네시아 사모아의 파파피네, 알바니아의 순결 맹세자들을 가리키는 데도 쓰인 바 있다.

## 문화적 예시
- 하와이 - 마후
- 뉴질랜드, 사모아 - 파파피네. 뉴질랜드는 전국민 대상 인구 조사의 성별란에 남성과 여성이 아닌 제3의 성을 추가한 세계 최초의 공식적인 제3의 성 인정 국가가 되었다.
- 인도 아대륙 - 히즈라
- 도미니카 공화국 - 궤베도체 (5알파환원효소결핍증이 있는 이들을 말하는 요어)

## 세계적 추세
- 호주 - 세계 최초로 남자도 여자도 아닌 제3의 성 공식 인정. 출생 증명서 성별란에 제3의 성 기록. 2011년부터 여권 성별란에 제3의 성 표기.
- 독일 - 유럽 최초로 제3의 성을 공식 인정했다. 2013년 11월부터 부모가 출생신고서의 성별란을 공란으로 남겨둘 수 있다. 이는 나중에 아기가 자신의 성을 스스로 선택할 수 있게 하는 것이며, 또한 남성 또는 여성이라는 이분법적인 성별을 거부할 수 있는 선택권을 부여하는 것이다.
- 네팔 - 제3의 성 공식 인정. 2007년 네팔 대법원은 자국 정부에 제3의 성이 기재된 주민증을 발급해야 한다고 판결했다. 2013년 1월부터 신분증에 제3의 성 표기
- 뉴질랜드 - 제3의 성 공식 인정. 제3의 성별 선택 가능

유럽연합(EU)에서는 독일의 뒤를 이어 핀란드 내에서도 제3의 성을 인정하도록 하려는 시도가 진행되고 있으며, 스웨덴 등에서도 제3의 성을 인정하자는 목소리가 커지고 있다.

## 같이 보기
- 젠더 변이
- 간성 (성)
- 논바이너리
- 성규범